# Horizontaler Markt
Ein horizontaler Markt ist ein Markt, auf dem gleiche Produkte, also Waren und Dienstleistungen, an Unternehmen unterschiedlicher Branchen verkauft werden.
Beispiel: Büroartikel werden von Unternehmen eigentlich aller Branchen benötigt.
Das Gegenteil ist ein vertikaler Markt.
Horizontale Märkte sind gegenüber vertikalen Märkten offener und haben eine größere Zahl von Teilnehmern. Sie zeichnen sich durch geringe Eintrittsbarrieren aus, da das gehandelte Produkt standardisiert oder doch allgemein gebräuchlich ist.
Typischerweise gibt es Hersteller, die große Stückzahlen produzieren oder große Mengen der Dienstleistung anbieten, ein Netz von Händlern bzw. Agenturen (ggf. Großhändler und Einzelhändler), und eine Vielzahl von Endabnehmern.
Aber auch, wenn ein einzelner Hersteller, vielleicht über ein eigenes Distributionsnetz, eine Vielzahl von Kunden mit einer standardisierten Produktpalette beliefert, handelt es sich um einen horizontalen Markt.
Die Beziehungen auf horizontalen Märkten lassen sich als Transaktionsbeziehungen bezeichnen. Das heißt, Kunde und Abnehmer müssen keine dauerhafte Partnerschaft eingehen, um ihre Geschäftsbeziehung abzuwickeln. Für beide Seiten ist der Partner relativ leicht austauschbar, eigentlich nach jeder Transaktion (nach jedem Verkaufsvorgang).
Dauerhafte Beziehungen haben aber auch in horizontalen Märkten ihre Vorteile, denn das Geschäft wird leichter planbar, es entstehen weniger Verwaltungskosten (Sammelrechnungen usw.), es muss nicht immer wieder über Zuverlässigkeit, Geschäftsbedingungen, logistische Fragen und sonstige Randthemen nachgedacht werden. Häufig binden Verkäufer treue Kunden mit entsprechenden Rabatten an sich. Man spricht in diesem Zusammenhang auch von Stammkunden bzw. Hauslieferanten.